# Cheryl Johnson
Cheryl Lynn Johnson (Nueva Orleans; 8 de mayo de 1960) es una funcionaria estadounidense que se desempeñó como secretaria de la Cámara de Representantes de los Estados Unidos desde el 26 de febrero de 2019 hasta su renuncia el 30 de junio de 2023.

## Biografía

### Primeros años y educación
Nació en Nueva Orleans, Luisiana, hija del reverendo Charlie y Cynthia Davis.
Se graduó en la Universidad de Iowa con una licenciatura en periodismo en 1980. Obtuvo su título de juris doctor en la Facultad de Derecho de la Universidad de Howard en 1984. Es graduada del programa de alta dirección de la Escuela Harvard Kennedy.

### Carrera
Se desempeñó como directora y abogada del Subcomité de Bibliotecas y Monumentos Conmemorativos del Comité de Administración de la Cámara, el Comité de Oficina de Correos de la Cámara y el Subcomité de Investigaciones del Servicio Civil. Trabajó con el presidente del Subcomité, Bill Clay, para ejercer la supervisión y la responsabilidad legislativa sobre la Biblioteca del Congreso y la Institución Smithsonian.
Se desempeñó como asesor principal de educación e investigación del Comité de Educación y Fuerza Laboral de la Cámara de Representantes. Fue la principal asesora de políticas y portavoz del Comité. Se centró principalmente en cuestiones de educación primaria y secundaria, justicia juvenil, nutrición infantil, cuestiones laborales y programas de empleo y nutrición para adultos mayores estadounidenses.
Después de casi veinte años en la Cámara de Representantes, pasó a trabajar en la Oficina de Relaciones Gubernamentales de la Institución Smithsonian durante diez años, sirviendo uno de esos años como directora.

### Secretaria de la Cámara de Representantes
A fines de diciembre de 2018, Nancy Pelosi nombró a Johnson como su elección para ser la próxima secretaria de la Cámara de Representantes, convirtiéndose en la segunda afroamericana en ocupar el cargo después de Lorraine C. Miller. El 25 de febrero de 2019, Johnson prestó juramento como la secretaria número 36 y asumió el cargo el 26 de febrero de 2019. Fue precedida por Karen L. Haas.
El 3 de enero de 2023, Johnson presidió la primera sesión del 118.º Congreso de los Estados Unidos hasta el 7 de enero de 2023. Después de catorce intentos fallidos de elegir un presidente, su función de presidenta terminó después de que el representante Kevin McCarthy fuera elegido como el 55.º presidente de la Cámara en la 15.ª votación.

### Vida personal
Johnson vive en Chevy Chase, Maryland, con su esposo, Clarence Ellison, y su hijo. Es miembro del Colegio de Abogados del Distrito de Columbia y de los colegios de abogados de Luisiana. Es miembro de la junta de la Iglesia Bautista de la Calle Diecinueve y del Instituto de Fe y Política.